# Aeroportul Colonia Catriel
Aeroportul Colonia Catriel (IATA: CCT) este un aeroport din Provincia Río Negro, Argentina ce deservește zona Catriel⁠(d). A fost numit după zona deservită.
Situat la o altitudine de 313 m, aeroportul dispune de o singură pistă.